# 구중서
구중서(具仲書, 1936년 12월 10일~)는 대한민국 문학 평론가, 시인, 교수이다.

## 생애
경기도 광주군 실촌면에서 태어났으며, 1971년 명지대 국문학과, 1985년 중앙대 국문과와 대학원을 졸업했다. 1963년  “신사조”에 〈역사를 사는 작가의 책임〉을 발표하며 문학 평론을 시작했다. 수원대학교 국문과 교수, 한국민족예술인총연합 이사장을 지냈다. 《여원》 교양부장, 창조 주간, 가톨릭 신문사 편집장, 가톨릭문화연구원 원장을 지냈다. 2010년 2월부터 한국작가회의 이사장을 맡고있다.

## 활동
1960년대 초기 한국문학속에 참여 경향이 나타날 무렵부터 비평활동을 시작했다.
일제강점기나 광복절을 전후한 대한민국의 민족 민중 문학을 연구하고, 70, 80년대 민중시학을 비롯해 리얼리즘, 민족문학 등 문단의 주요 쟁점과 국내외 현대문학 이론을 분석, 비평가로 활동했으며, 민족문학 문학사를 연구했다.
| “ | 문학은 그 시대 인간들의 삶을 반영하고 있는 것이며, 본질적으로는 시대와 사회의 양심이다. 또한 새로운 역사의 단계를 여는 인간혼의 선구가 될 수도 있다. | ” |
|   | — 1990년 한국국어교육학회지〈40년대 문단과 친일문학〉에서                                                                                            |   |

역사적 현실에 뿌리를 박은 객관적인 인식을 토대로 비판적이며 저항적인 사상이 강하다. 문학인의 역사적, 상황적 사명에 민감하여 현실 의식을 중시하며, 동시에 문학의 예술적 형상화를 경시화지 않고 그것의 역사적 상황과의 합일을 모색하고 있다.
역사적 현실에 밀착한 문학정신을 주창해왔으며, 문단활동으로는 김병걸, 임헌영 등과 계간문예지 상황을 발행했다.
김수환 추기경과 1971년 가톨릭 잡지 《창조》를 창간했다.

## 저서
- 〈한국문학사론〉(1978년), 대학도서
- 〈문학을 위하여〉(1978년), 평민사
- 〈민족문학의 길〉(1979년), 새밭
- 〈분단시대의 문학〉(1981년), 전예원
- 〈대화집：김수환 추기경〉(1981년)
- 〈한국문학과 역사의식〉(1985년), 창작과 비평사
- 〈자연과 리얼리즘〉(1996년), 태학사
- 〈문학과 현대사상〉(1996년), 문학동네
- 〈문학적 현실의 전개〉(2006년), 창비
- 〈구중서 평론집〉2006년, 창비
- 〈신경림 문학의 세계〉(1993년 - 백낙청, 염무웅과 같이 씀, 창비
- 〈한국문학과 역사의식〉(1985년), 창비
- 〈사랑하고 또 사랑하고 용서하세요〉(2009년), 김수환 추기경 평전, 책 만드는 집
- 〈불면의 좋은시간〉(2009년), 시조집, 책 만드는 집
- 〈면앙정에 올라서서〉
- 〈김대건〉(계몽사 어린이 그림위인전기,이우범 그림)

## 수상
- 요산문학상(1988년)